# La Enmarañada
La Enmarañada är en ort i Mexiko.   Den ligger i kommunen Valle de Santiago och delstaten Guanajuato, i den centrala delen av landet, 230 km nordväst om huvudstaden Mexico City. La Enmarañada ligger 1 723 meter över havet och antalet invånare är 588.
Terrängen runt La Enmarañada är platt åt nordost, men åt sydväst är den kuperad. Terrängen runt La Enmarañada sluttar norrut. Runt La Enmarañada är det ganska tätbefolkat, med 111 invånare per kvadratkilometer. Närmaste större samhälle är Salamanca, 19,4 km norr om La Enmarañada. Trakten runt La Enmarañada består till största delen av jordbruksmark.